# ソヴィッツォ
ソヴィッツォ（伊: Sovizzo）は、イタリア共和国ヴェネト州ヴィチェンツァ県にある、人口約8,200人の基礎自治体（コムーネ）。
2024年1月22日にガンブリアーノと合併し、改めてソヴィッツォが発足した。

## 地理

### 位置・広がり

#### 隣接コムーネ
隣接するコムーネは以下の通り。
- アルタヴィッラ・ヴィチェンティーナ
- カステルゴンベルト
- コスタビッサーラ
- クレアッツォ
- イーゾラ・ヴィチェンティーナ
- モンテッキオ・マッジョーレ
- モンテヴィアーレ

### 気候分類・地震分類
気候分類では、zona E, 2380 GGに分類される。
また、イタリアの地震リスク階級 (it) では、zona 2 (sismicità media) に分類される。

## 行政

### 分離集落
ソヴィッツォには、以下の分離集落（フラツィオーネ）がある。
- Gambugliano, Montemezzo, Monte San Lorenzo, Peschiera dei Muzzi, San Daniele, Sovizzo (Piano) capoluogo, Sovizzo Colle, Tavernelle, Vigo